# Shiroishi Munezane
Shiroishi Munezane (白石宗実?; 1553? – 1599) è stato un samurai giapponese del periodo Sengoku, servitore del clan Date.

Mon del clan Shiroishi

Il suo titolo di corte era Wakasa no kami. Servì inizialmente Date Terumune prendendo parte alle sue ultime campagne. Successivamente servì Masamune per svariati anni e ricevette nel 1586 la regione Shiomatsu come feudo personale. Quando il clan Date invase la regione di Aizu Munezane servì Date Shigezane ed ebbe un ruolo importante nella sconfitta della famiglia Ashina. Come ricompensa in questo conflitto ricevette il dominio di Mizusawa che gli garantì un reddito di 15.000 koku. 
Nel 1590 Munezane partecipò alle invasioni della Corea sotto il comando di Toyotomi Hideyoshi.
Munezane morì mentre si trovava a Kyoto nel 1599, all'età di 46 anni.  Gli succedette il figlio adottivo Shiroishi Munenao.